# پال انیس
پال انیس (انگلیسی: Paul Ennis؛ زادهٔ ۱ فوریهٔ ۱۹۹۰) بازیکن فوتبال اهل بریتانیا است.
از باشگاه‌هایی که در آن بازی کرده‌است می‌توان به باشگاه فوتبال سالفورد سیتی، باشگاه فوتبال استوک‌پورت کانتی، باشگاه فوتبال ویتون آلبیون، باشگاه فوتبال استالی‌بریج سلتیک، باشگاه فوتبال چیدل تاون، باشگاه فوتبال نورتویچ ویلا، باشگاه فوتبال کولوین بای، باشگاه فوتبال نورتویچ ویکتوریا، باشگاه فوتبال گایزلی، و باشگاه فوتبال درویلزدن اشاره کرد.